# Злой король
«Злой король» (англ. The Wicked King) — книга из серии романов, написанная американской писательницей Холли Блэк, которая более известна по таким произведениям как «Спайдервик. Хроники» и «Зачарованная».  Серия романов представляет из себя трилогию. В неё входят такие книги как «Жестокий принц», «Злой король» и «Королева ничего». 
События книг разворачиваются в волшебной стране под названием Фейриленд (англ. Elfhame), в которой проживаю существа называемые фейри. Главной героиней книг является обычная девушка по имени Джуд Дуарте, родившаяся в мире людей и имеющая двух сестёр, сестру близняшку Тарин Дуарте и старшую сестру Вивьен. Старшая сестра является наполовину фейри, на половину человеком, поэтому девушки и оказываются в магическом мире, когда ещё в детстве их забирает родной отец Вивьен к себе в поместье и выращивая всех троих дочерей как родных.
Книга является второй в трилогии и рассказывает о событиях после того как Джуд Дуарте смогла заключить сделку с Карданом и заполучить место при королевском дворе.

## Персонажи книги
- Джуд Дуарте
- Тарин Дуарте
- Вивьен
- Кардан
- Оук
- Лок
- Никасия
- Ориана

- Мадок
- Балекин
- Другие

## Книги трилогии
1. «Жестокий принц» (англ. The Cruel Prince)
2. «Злой король» (англ. The Wicked King)
3. «Королева ничего» (англ. The Queen of Nothing)

## Номинации

### Лауреат
- Гудридс / The Goodreads Choice Awards, 2019 // Подростковые фэнтези и научная фантастика

### Номинации на премии
- Премия блогеров в области детской и подростковой литературы / Children's and Young Adult Bloggers' Literary Awards / Cybils Award, 2019
- Книга года по версии сайта Lubimyczytać.pl / Książka Roku Lubimyczytać.pl, 2019
- BooktubeSFF Awards, 2020
- Хьюго / Hugo Award, 2020
- Локус / Locus Award, 2020